# Liste der Kulturdenkmäler in Dümpelfeld
In der Liste der Kulturdenkmäler in Dümpelfeld sind alle Kulturdenkmäler der rheinland-pfälzischen Ortsgemeinde Dümpelfeld aufgeführt. Grundlage ist die Denkmalliste des Landes Rheinland-Pfalz (Stand: 12. Juni 2023).

## Einzeldenkmäler
| Bezeichnung                                    | Lage                                                    | Baujahr                  | Beschreibung | Bild                           |
| ---------------------------------------------- | ------------------------------------------------------- | ------------------------ | --- | ------------------------------ |
| Katholische Kirche St. Cyriacus und Antonius   | Dümpelfeld, Bahnhofstraße, Ecke Pastor-Berg-Straße Lage | 13. Jahrhundert          | im Kern romanisch, spätestens aus dem 13. Jahrhundert, Umgestaltung zu zweischiffigem Zweistützenraum, zweite Hälfte des 15. Jahrhunderts | weitere Bilder Fotos hochladen |
| Grabkreuze                                     | Dümpelfeld, Bahnhofstraße, auf dem Kirchhof Lage        | 18. Jahrhundert          | 17 Grabkreuze, 15 davon aus dem 18. Jahrhundert                                                                                           | weitere Bilder Fotos hochladen |
| Wohnhaus                                       | Dümpelfeld, Hauptstraße 6 Lage                          | 1784                     | Fachwerkhaus, Ständerbau, bezeichnet 1784                                                                                                 | BW                             |
| Wegekreuz                                      | Dümpelfeld, nördlich des Ortes an der B 257 Lage        | 1721                     | Wegekreuz, Nischentyp, bezeichnet 1721 | weitere Bilder Fotos hochladen |
| Hahnensteiner Mühle                            | Dümpelfeld, westlich des Ortes an der Ahr Lage          | 19. Jahrhundert          | Fachwerkhaus, teilweise massiv, Scheunen, 19. Jahrhundert                                                                                 | BW                             |
| Katholische Filialkirche St. Agatha und Lutger | Lückenbach, Sonnenbergstraße Lage                       | 1758                     | Saalbau, bezeichnet 1758 | weitere Bilder Fotos hochladen |
| Hofanlage                                      | Lückenbach, Daufenbachstraße 5 Lage                     |                          | Hofanlage; Fachwerkhaus, Ständerbau, Fachwerkscheune                                                                                      | BW                             |
| Wohnhaus                                       | Lückenbach, Talstraße 14 Lage                           | 18. Jahrhundert          | Fachwerkhaus, Ständerbau, 18. Jahrhundert                                                                                                 | BW                             |
| Wegekreuz                                      | Niederadenau, Adenauer Straße, bei Nr. 17 Lage          | 1724                     | Wegekreuz, Nischentyp, bezeichnet 1724 | BW                             |
| Katholische Kirche St. Maria Magdalena         | Niederadenau, Adenauer Straße 29 Lage                   | 1872                     | Bruchsteinsaalbau, 1872 | weitere Bilder Fotos hochladen |
| Wohnhaus                                       | Niederadenau, Brückenstraße 1 Lage                      | 18. Jahrhundert          | Fachwerkhaus, verputzt, Backofen, wohl aus dem 18. Jahrhundert                                                                            | BW                             |
| Hofanlage                                      | Niederadenau, Mittelstraße 2 Lage                       | 18. oder 19. Jahrhundert | Fachwerk-Streckhof, Ständerbau, Backofen, 18. oder 19. Jahrhundert, Schmiede                                                              | BW                             |